# Li Shanshan
Li Shanshan (kinesiska: 李珊珊; pinyin: Lǐ Shānshān), född den 22 februari 1992 i Huangshi, Hubei, är en kinesisk gymnast.
Hon tog OS-guld i lagmångkampen i samband med de olympiska gymnastiktävlingarna 2008 i Peking.